# Dimitrie Negru
Dimitrie Negru  (n. 30 decembrie 1883, Buciumeni, Galați, d. 9 martie 1955, Cluj) a fost un medic român, profesor la Facultatea de medicină din Cluj.

## Familia
A fost al doilea dintre cei doi copii ai institutorului Avram Negru și a soției acestuia Elena, născută Dimitrescu. Primul copil a fost scriitoarea Natalia Negru. Mama lor se trăgea dintr-o veche familie de răzeși moldoveni din ținutul Tecuciului.

## Studii

Dimitrie Negru

A urmat liceul la Galați. Student și absolvent al Facultății de Medicină din București. Preparator și apoi asistent al profesorului Paul Petrini la Institutul de anatomie din București. Extern, intern și apoi medic secundar la Eforia spitalelor civile din București sub conducerea profesorului Nanu-Muscel. Specializat în radiologie la București, Viena (colaborare cu prof. dr. G. Holtzknecht), Berlin (colaborare cu prof. dr. M. Levy-Dorn), Paris (colaborare cu profesorii A, Beclére și A. Bordet).

## Activitate profesională și didactică
În 1919 profesor agregat la Cluj. Din 1923 profesor titular la Facultatea de Medicină din Cluj. Aici înființează prima Catedră de radiologie medicală din România. Prodecan al Facultății de medicină și farmacie din Cluj între 1919 și 1920; decan între 1923 și 1924. Înființează în 1923 Institutul de radiologie din Cluj, în care a organizat pentru prima dată în România, studii postuniversitare. Împreună cu prof. Iuliu Moldovan este inițiatorul Institutului pentru studiul și profilaxia cancerului, înființat în 1929, primul din România. Inițiator al Societății de radiologie din Cluj. Viceprimar al Clujului pentru probleme de sănătate. Inspector general de radiologie pentru Transilvania, până în 1940. După ocuparea Clujului, înainte de începutul războiului, a plecat, împreună cu Facultatea de medicină la Sibiu. Din 1951 până în 1955 profesor de radiologie la Institutul de medicină și farmacie din Iași. În același timp director al Institutului oncologic din Iași.
Profesorul Dimitrie Negru a fost un om de aleasă cultură, om de spirit, poliglot, autor de încercări literare, meloman rafinat. El a făcut efortul de a lega medicina de cele mai noi descoperiri ale matematicii și fizicii.
A murit de leucemie, de care a suferit ca urmare a expunerii repetate la efectul razelor Roentgen, la 9 martie 1955, la Cluj.

## Cuvântul rostit de profesorul doctor Traian Vasculescu la înmormântarea lui Dimitrie Negru
Prieteni întristați ai bunului nostru profesor Negru, ne despărțim astăzi încă de unul dintre marii înaintași ai școalei de medicină din Cluj. Profesorul Negru a avut cinstea să se situeze – prin omenia sa – prin muncă, prin capacitatea și realizările sale, în rândul marilor creatori ai școlii medicale a Clujului.
Ironia soartei a avut grijă să consfințească valoarea deosebită a profesorului Negru, prin lovitura nedreaptă și inutilă pe care ignoranța și invidia i-au dat-o în pline culmi a ascensiunii sale științifice și profesionale. Dar adevărul și justețea au triumfat în ultimii ani ai vieții sale prin recunoașterea nedreptății, prin recunoașterea meritelor și valorii sale, sub forma rechemării meritorii la locuri de cea mai înaltă răspundere în domeniul radiologiei: ca profesor, ca sfătuitor al Ministerului Sănătății, ca premiant al Academiei. Profesorul Negru a fost un mare om, cinstit și modest. Eu știu că profesorul Negru ar fi dorit ca această despărțire să fie tăcută și sinceră, așa cum a fost întreaga sa viață. Adevăratele sentimente sunt acelea care nu se exteriorizează la răspântia drumurilor. Profesorul Negru a înțeles și a trăit acest adevăr.
Dacă înfrâng această dorință a omului pe care l-am cunoscut de aproape, de-alungul a 25 de ani, este pentru că o revoltă și o nevoie internă ma obligă să încerc să așez exemplul profesorului Negru în adevărata sa lumină, în fața acelor tineri elevi de astăzi și de mâine ai școalei de radiologie a profesorului Negru, în fața acestor elevi, care nu l-au cunoscut și care nu știu că sunt și vor fi încă mult timp de acum înainte, elevi ai profesorului Negru. Din 1919 și până acum 8 ani – ca profesor de radiologie – din nimic, cu prea puțin sprijin oficial, cu străduință și sacrificii personale enorme, profesorul Negru a creat o societate de radiologie la Cluj, școala de radiologie a Ardealului – aș îndrăzni să spun: prima școală modernă, organizată, de radiologie, a țării. Ca inspector general de radiologie pentru Ardeal, profesorul Negru a creat, a organizat și a perfecționat cadre și servicii de radiologie pentru întreg Ardealul.
Astăzi, în toate colțurile țării, numele profesorului Negru este impus și recunoscut prin elevii săi, este respectat de toți radiologii țării noastre, așa cum a fost și de mulți mari radiologi dispăruți ai țărilor străine, este impus și recunoscut drept numele părintelui Radiologiei moderne și organizate a țării noastre. Nu voi arăta opera științifică, nici marile calități de pedagog și medic ale profesorul Negru. Oamenii de bună credință dintre colegii săi și dintre elevii săi mai vechi le cunosc. Cei tineri le înțeleg din tratatele sale, din metodele sale devenite clasice, din noile sale metode de curând premiate și răspândite de Academia noastră. Exemplul Omului care a fost profesorul Negru merită să rămână ca îndreptar și conselior pentru generațiile de azi și de mâine, de tinerii medici radiologi. Modestia sa exagerată în care și-a îmbrăcat opera sa de creație; stăpânirea de sine care-i permitea, în cele mai grele momente ale vieții sale să producă cele mai mari opere ale sale; calmul sub care rare ori am întrezărit revoltă și în același timp mila și compătimirea pentru ignoranța și reaua credință a celor mici; dar mai presus de toate, sacrificiul vieții sale, atât de mascat de tăcerea și calmul său. Acesta este pentru noi, portretul profesorului Negru. Slăbiciunile profesorului Negru erau aspectul marilor sale calități: prea bun, prea înțelegător, prea iertător. Dușmanii marilor valori modeste și tăcute au găsit în ele pretexte și posibilități și au lovit de multe ori în profesorul Negru. Consecvent, tăcut și modest profesorul Negru suferea și apoi se stingea încet și calm, victimă a profesiunii sale, victimă a marilor sale calități, victimă a bunătății sale.
Pentru noi, elevii săi, atât timp, cât va ființa școala de radiologie din Cluj, figura profesorului Negru va fi: exemplu de muncă, de cinste, de modestie, de sacrificiu, exemplu de om. Pentru noi profesorul Negru este adevăratul erou național al sacrificiului profesional, un erou al muncii medicale, un erou al devotării pentru binele celor mulți. În numele radiologilor de pretutindeni din această țară, rugăm pe conducătorii instituțiilor medico-farmaceutice din Cluj și Iași să intervină pe lângă conducătorii ministerului Sănătății pentru ca marea valoare și marile relizări ale profesorului Negru să fie recunoscute oficial, post mortem.
Ar fi o cinstire pe care țara și-ar aduce-o sie însăși. Ar fi cea mai înțeleaptă lecție de educație pentru medicii noștri tineri, pentru studenții noștri, pentru poporul nostru.

## Lucrări publicate
- Curs de Radiologie medicala, predat de Prof. dr. D. Negru, Universitatea din Cluj, Facultatea de Medicina, Cluj, 1922
- „Radiologie medicală, Notiuni pregătitoare și de tehnica generală ”, Cluj, 4 septembrie,1931
- „Ignorabimus? ” (eseu filosofic), București, 1935
- „Radiodiagnistic clinic”, 1944
- „Radioterapie clinică”, 1946
- „Tratamentul radiologic”
- „Roentgenterapia în boala Basedow”
- „Radioterapia profundă”.
- „Procedee originale pentru radiografia unor articulații”
- „Determinarea adâncimii corpilor străini ”